# Sybra laterifuscipennis
Sybra laterifuscipennis är en skalbaggsart som beskrevs av Stefan von Breuning 1965. Sybra laterifuscipennis ingår i släktet Sybra och familjen långhorningar.
Artens utbredningsområde är Laos. Inga underarter finns listade i Catalogue of Life.